# Tympanistes pallida
Tympanistes pallida är en fjärilsart som beskrevs av Moore 1867. Tympanistes pallida ingår i släktet Tympanistes och familjen trågspinnare. Inga underarter finns listade i Catalogue of Life.